# 7 Dywizja Polowa Luftwaffe
7 Dywizja Polowa Luftwaffe (niem. 7 Luftwaffe Feld Division) – utworzona na terenie Niemiec na poligonie Gross-Born jesienią 1942 roku z Flieger-Regiment 43. 
Dywizja walczyła na froncie wschodnim na Odcinku Armijnym Hollidt rozlokowanym nad Donem. W grudniu 1942 roku stoczyła pierwsze walki i poniosła ciężkie straty, jej resztki zostały przyłączone do 15. Dywizji Polowej Luftwaffe. Rozwiązano ją w marcu 1943 roku.

## Skład bojowy dywizji (1942)
- I-III bataliony strzelców polowych
- 7. polowy batalion artylerii Luftwaffe
- 7. polowa kompania fizylierów Luftwaffe
- 7. polowa kompania niszczycieli czołgów Luftwaffe
- 7. polowa kompania inżynieryjny Luftwaffe
- 7. polowy batalion przeciwlotniczy Luftwaffe
- 7. polowe dywizyjne oddziały zaopatrzeniowe Luftwaffe

## Dowódcy dywizji
- Generalmajor Wolf von Biedermann (od września 1942)
- Oberst August Klessmann (od 28 listopada 1942)
- Generalleutnant Willibald Spang (od 3 stycznia 1943)
- ponownie Biedermann (od 16 lutego 1943)